# Teddy Arundell
Teddy Arundell (Londres, 1873 – Londres, 1922) foi um ator britânico da era do cinema mudo.

## Filmografia selecionada
- The Lyons Mail (1916)
- Justice (1917)
- Nelson: The Story of England's Immortal Naval Hero (1918)
- Mr. Wu (1919)
- The Elusive Pimpernel (1919)
- The Amateur Gentleman (1920)
- The Tavern Knight (1920)
- Bleak House (1920)
- Greatheart (1921)
- The Four Just Men (1921)
- General John Regan (1921)
- Kipps (1921)
- The River of Stars (1921)
- Cocaine (1922)
- The Passionate Friends (1923)